# Erythronium japonicum
Katakuri (Erythronium japonicum; es una especie de planta fanerógama perteneciente a la familia de las liliáceas. Es originaria de Japón, Corea y nordeste de China. 

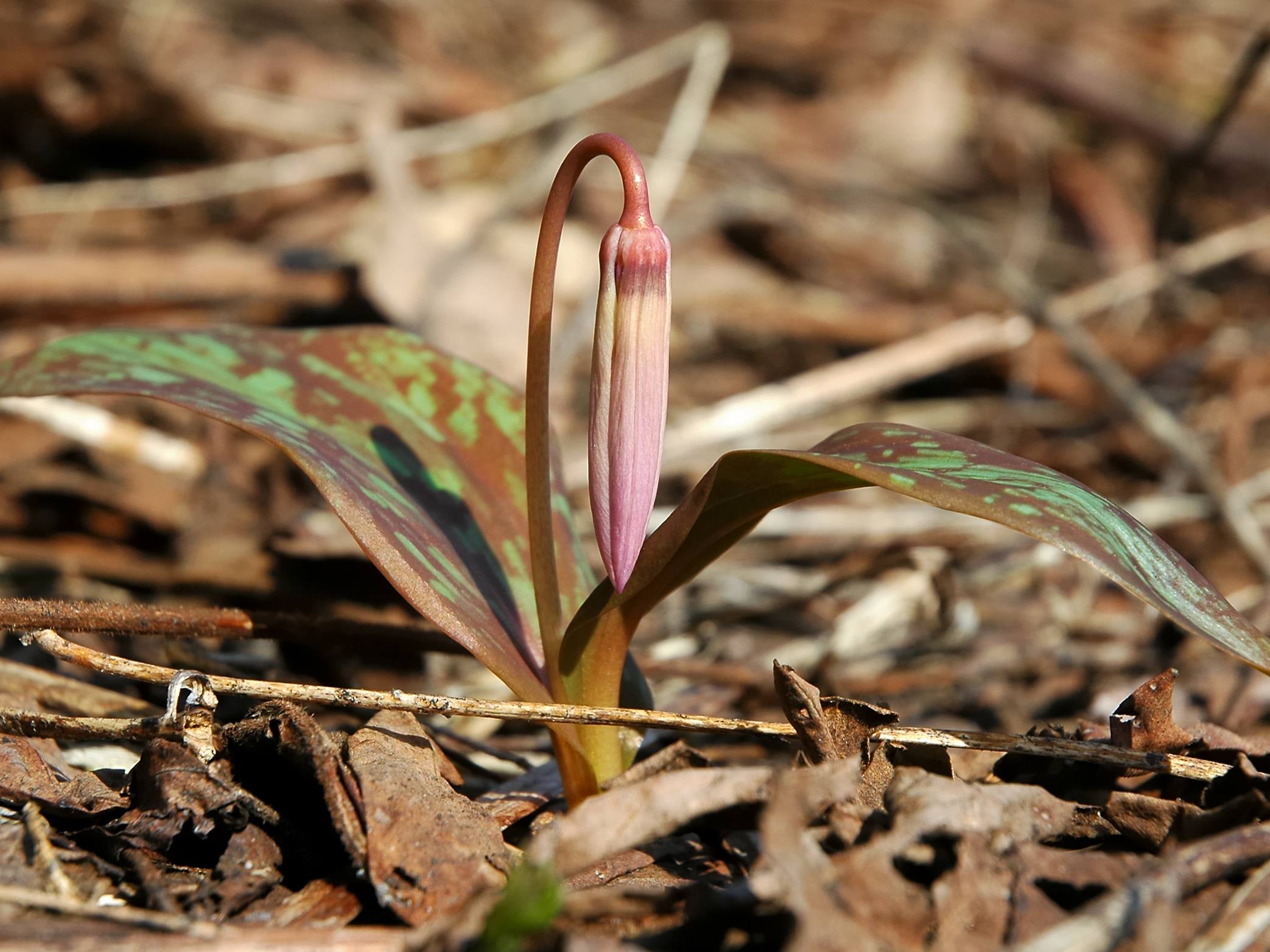
Detalle de la planta

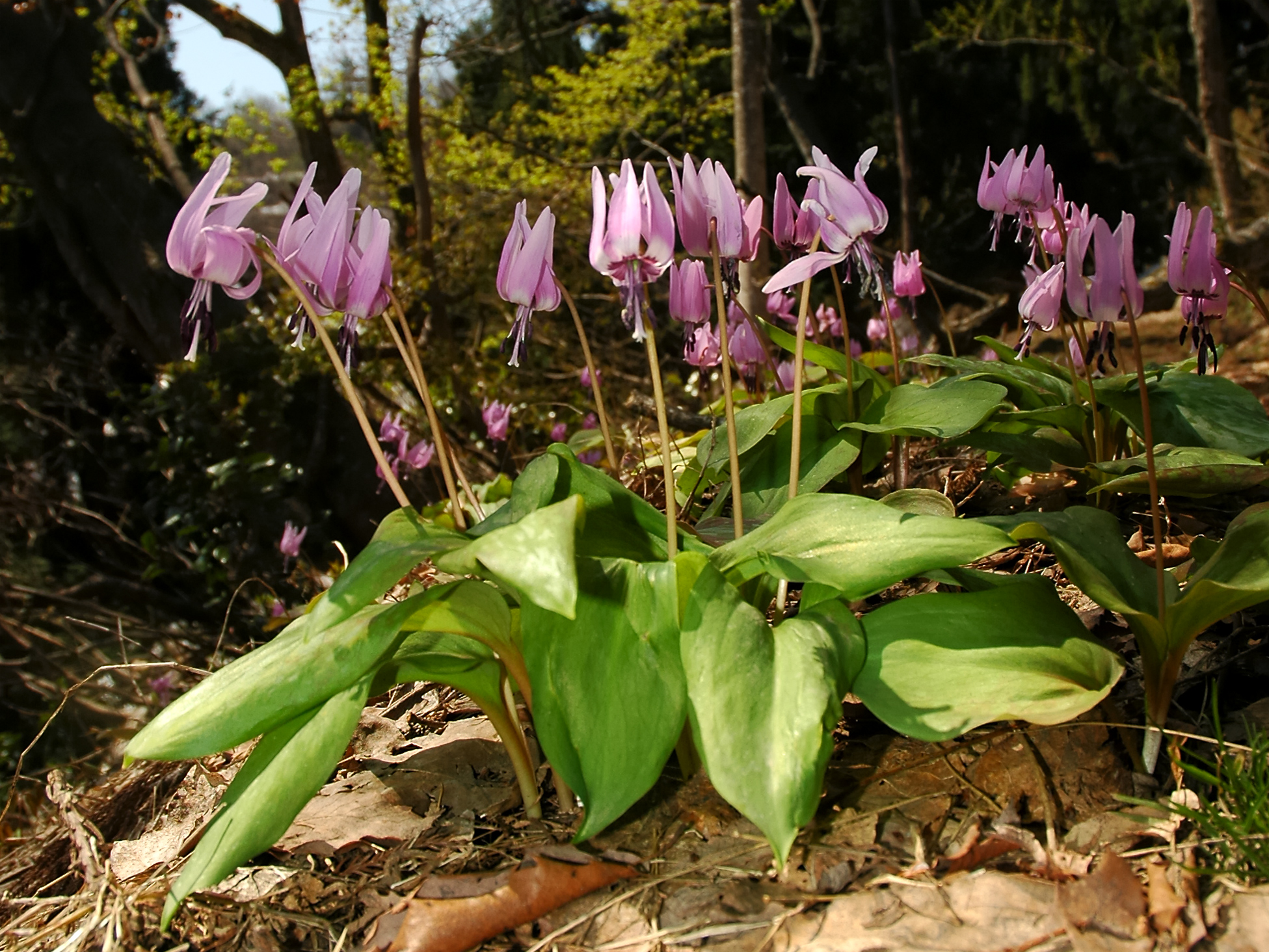
Vista de la planta

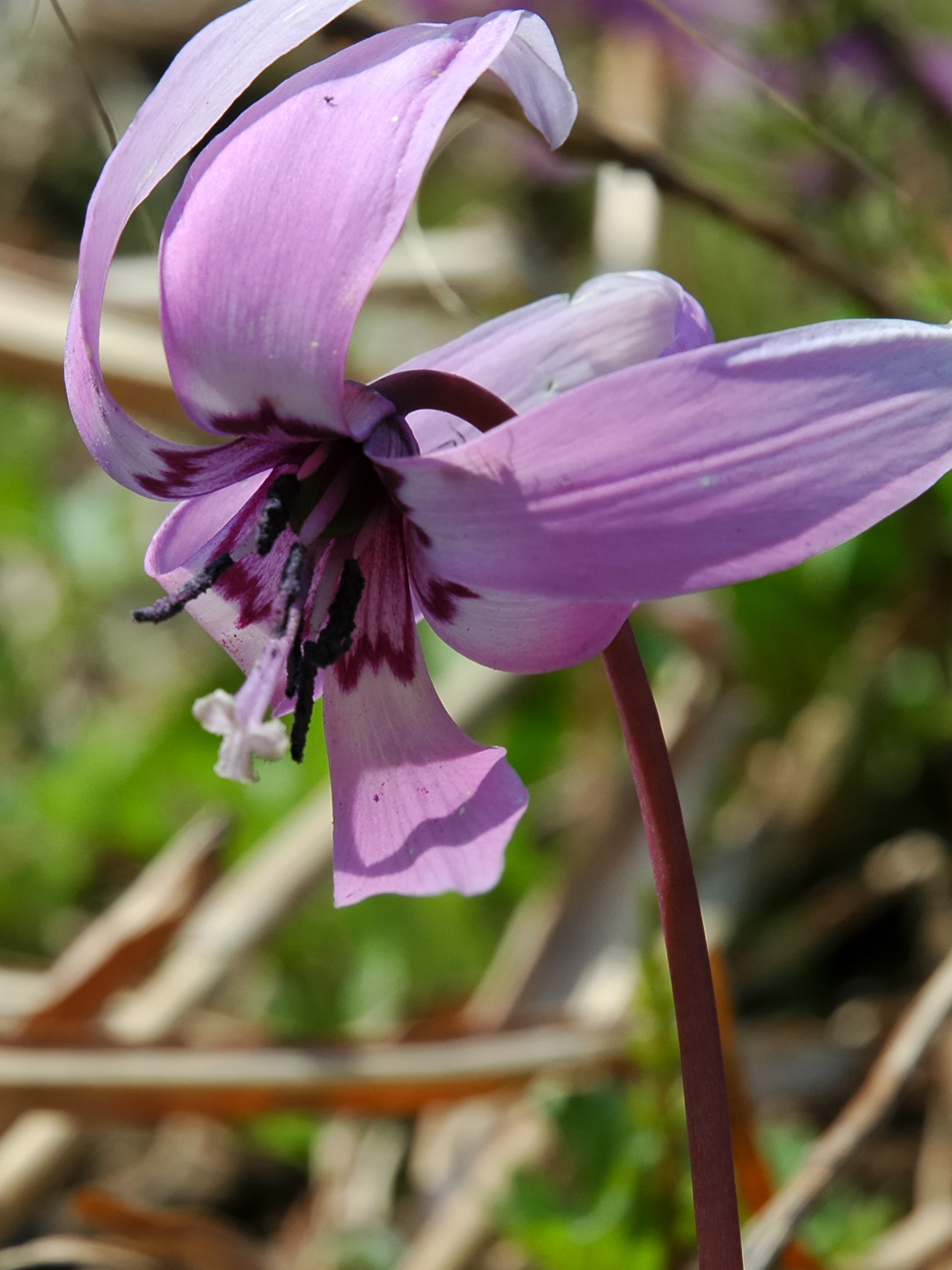
Detalle de la flor

## Descripción
Son plantas que alcanzan un tamaño de 16-20 cm de altura, y 1/3 de metro de longitud. Bilbos de 5 - 6 ×  1 cm, basalmente a menudo con varios bulbillos. Pecíolo 3-4 cm; Limbo elíptico a lanceolado, de 10-11 × 2.5 hasta 6.5 cm, glabro, base cuneada, ápice obtuso, agudo, o mucronado. Flor solitaria, con pedúnculos de longitud. Tépalos rosa púrpura, adaxialmente con un color negruzco, moteado con 3 dientes proximales, lanceoladas, de 3,5-5 cm × 7-11 mm; tépalos interiores con 4 pequeños callos cerca de la base, aurículas-ovadas semiorbiculares lateralmente. Los filamentos filiformes a subulados, menos de 1 mm de ancho, desigual; anteras   de 5 - 7 mm.  Fl. Abril-mayo. Tiene un número de cromosomas de 2 n = 24.

## Distribución y hábitat
Se encuentra en China, en los bosques húmedos de Jilin y Liaoning, en Japón y Corea.

## Usos
El almidón Katakuri, o katakuriko (japonés: 片栗粉), es un almidón originalmente obtenido a base del cormo de katakuri. A pesar de tener la palabra kuri (栗), literalmente castaño, no se procesa a partir de castañas, sino del cormo de este lirio.
El Katakuriko es, a menudo, obtenido a base de patatas, que son mucho más baratas, así que el katakuriko original resulta ahora muy costoso y difícil de encontrar en las tiendas.
Katakuriko se utiliza como espesante de la salsa. También puede ser usado para hacer tempura.

## Taxonomía
Erythronium japonicum fue descrita por  Joseph Decaisne    y publicado en Revue Horticole, sér. 4, 3: 284. 1854.
Etimología
Erythronium: nombre genérico que  se refiere al color de las flores de algunas de sus especies de color rojo (del griego erythros = rojo), aunque también pueden ser de color amarillo  o blanco.
japonicum: epíteto geográfico que alude a su localización en Japón.
Sinonimia
- Erythronium japonicum Poit., Rev. Hort., IV, 3: 284 (1854), nom. illeg.
- Erythronium dens-canis var. japonicum Baker, J. Linn. Soc., Bot. 14: 297 (1874), pro syn.
- Erythronium japonicum var. leucanthum I.Yamam. & Tsukam., Fl. Hakodate: 192 (1932).
- Erythronium japonicum f. leucanthum (I.Yamam. & Tsukam.) Okuyama, J. Jap. Bot. 30: 32 (1955).
- Erythronium japonicum f. immaculatum P.Y.Fu & Q.S.Sun, in Fl. Liaoningica 2: 1159 (1992).[4]